# Дорожные знаки Греции
Дорожные знаки Греции регулируются министерством инфраструктуры и транспорта и полицией в соответствии с правилами дорожного движения Греции. 
Также знаки следуют Венской конвенции о дорожных знаках и сигналах, к которой Греция присоединилась 18 декабря 1986 года в целях относительно использования формы и цвета для каждой категории знаков. Знаки, указывающие на опасность, треугольные с красной рамкой, те, которые отдают приказы, почти все круглые (белый на синем для обязательных инструкций, черный на белом с красной рамкой для запретов), а те, которые предоставляют информацию, — прямоугольные. Большинство знаков используют пиктограммы для передачи их значения.
Как принято в европейских странах, все знаки частично или полностью светоотражающие или снабжены собственной ночной подсветкой. Знаки, используемые для временных правил, могут иметь яркий оранжевый цвет фона.

## Отличия от других европейских стран
В Греции, как и в Польше, предупреждающие знаки имеют желтый, а запрещающие белый фон. Возможность выбора фона предусмотрена Венской конвенцией. 
Знак "уступи дорогу" практически не используется, вместо него часто вешают знак "стоп".
Скоростной режим регулируется знаками 50, 90 и 130 км/ч, в отличие, например, от Швеции, где максимальная разрешенная скорость в стране – 120 км/ч. Знак "дорога для автомобилей" на зеленом фоне  устанавливает ограничение скорости в 110 км/ч.
При организованном круговом движении приоритет имеют въезжающие на круг машины по правилу "помеха справа", если другое не указано дорожными знаками.

## История
История дорожной сигнализации в Греции восходит к Античности. Первая дорожная сигнализация включала мраморные колонны с головой Гермеса, покровителя путников. Эти знаки были известны как Герма. Также существовали вехи для измерения длины улицы в стадиях. Подобные колонны также использовались во времена Римской империи, но имели мили в качестве единицы измерения.
Первые дорожные знаки на греческих дорогах были изготовлены в Греческом клубе экскурсий и автомобилей, который взял на себя в 1924 году дорожную маркировку до 1957 года, когда она была передана в ведение государства. Знаки подпадали под положения Женевского протокола о дорожных знаках и сигналах.